# Tina Bursill
Tina Bursill est une actrice australienne née en 1951 à Sydney (Australie).

## Filmographie
- 1973 : The People Next Door (série TV)
- 1974 : A Touch of Reverence (série TV)
- 1975 : Winner Take All (feuilleton TV)
- 1975 : The Unisexers (série TV) : Felicity
- 1975 : The Great McCarthy : Miss Deevil
- 1975 : The Dave Allen Show in Australia (série TV) : Various (1975)
- 1976 : King's Men (série TV) : Policewoman Jaybee Giddings
- 1978 : A Good Thing Going (TV)
- 1979 : Skyways (série TV) : Louise Carter (1979-1981)
- 1984 : Melvin, Son of Alvin : Dee Tanner
- 1985 : Robbery (TV) : Suzy
- 1986 : Hey Dad..! (série TV) : Det. Sgt. Anne Burke
- 1986 : The Three Musketeers (en) (TV) (voix)
- 1986 : A Single Life (TV) : Billie Russell
- 1987 : Willing and Abel (série TV) : Margaret Hill
- 1987 : Jilted (TV) : Paula
- 1989 : This Man... This Woman (feuilleton TV) : Liz Maddocks
- 1989 : Afraid to Dance : Driving Woman
- 1990 : Jackaroo (TV) : Martha Logan
- 1988 : Summer Bay (série TV) : Lois Crawford (1991) / Stella Patterson (2001, 2002)
- 1992 : The Distant Home : Dr. Rosen
- 1994 : Spider & Rose : Sister Abbott
- 1995 : Billy's Holiday : Louise
- 1994 : Hartley, cœurs à vif ("Heartbreak High") (série TV) : Hilary Scheppers (1996-1997)
- 1998 : Entertaining Angels
- 1998 : Plus fort que la mort (Never Tell Me Never) (TV) : Virginia
- 1998 : Aftershocks (TV) : Kerri Ingram
- 2000 : The Goddess of 1967 : Esther
- 2000 : Cheek to Cheek : Julie
- 2001 : Saturn's Return (TV) : Sheila
- 2002 : Heroes' Mountain (TV) : Margy Donald
- 2003 : BlackJack (TV) : Carmen
- 2004 : Small Claims (TV) : Rhonda
- 2005 : Le Fils du mask (Son of the Mask) : Network Executive
- 2016 - en cours : Doctor Doctor (série TV) : Meryl Knight